# 布里塞伊斯

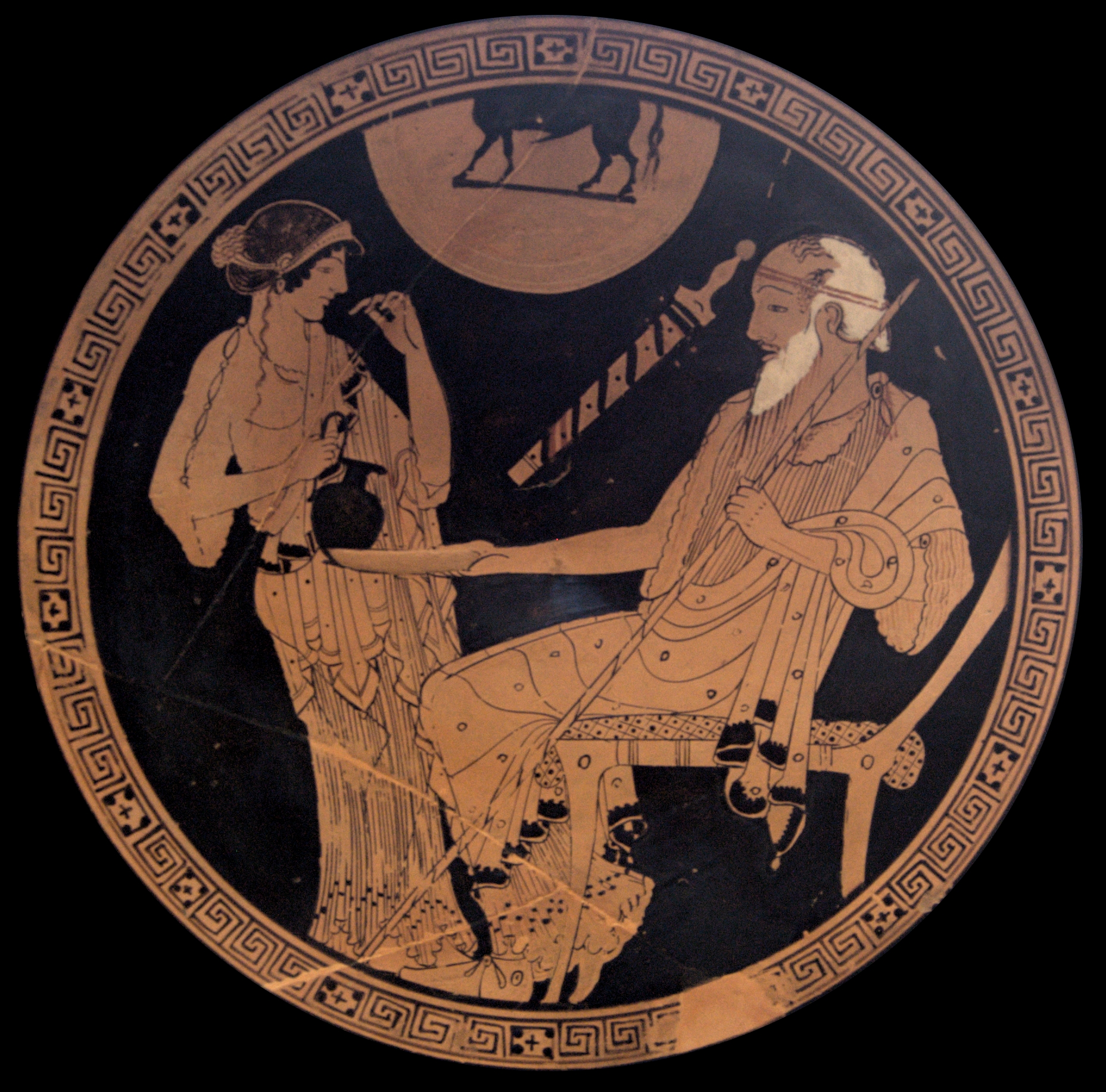
布里塞伊斯和菲尼克斯

布里塞伊斯是《伊利亚特》里的一个角色，她的存在代表了阿基里斯和阿伽门农之间冲突的核心。

## 生平
据称她是布里塞乌斯（Briseus）的女儿，迈内斯（Mynes）的妻子。她的母亲姓名未详。她的三个兄弟死在了莱尔内苏斯战争的洗劫中。
阿基里斯在莱尔内苏斯发动进攻时，俘虏了布里塞伊斯并杀了她的父母和兄弟，她作为战利品被给予阿基里斯。在《伊利亚特》描述的迈锡尼希腊社会中，被俘女性作为奴隶是可以在战士中作交易的。
在《伊利亚特》第1卷，当阿伽门农因为阿波罗的神谕被迫放弃他自己的奴隶克律塞伊斯后，他要求布里塞伊斯作为补偿。这引发了和阿基里斯的不和，*最终阿基里斯将布里塞伊斯交给了阿伽门农，并拒绝出战。他的退出所带来的结果对希腊来说是灾难性的。尽管阿伽门农为其提供了大量财宝和女人，但一直到帕特罗克洛斯死去他才重返战场。

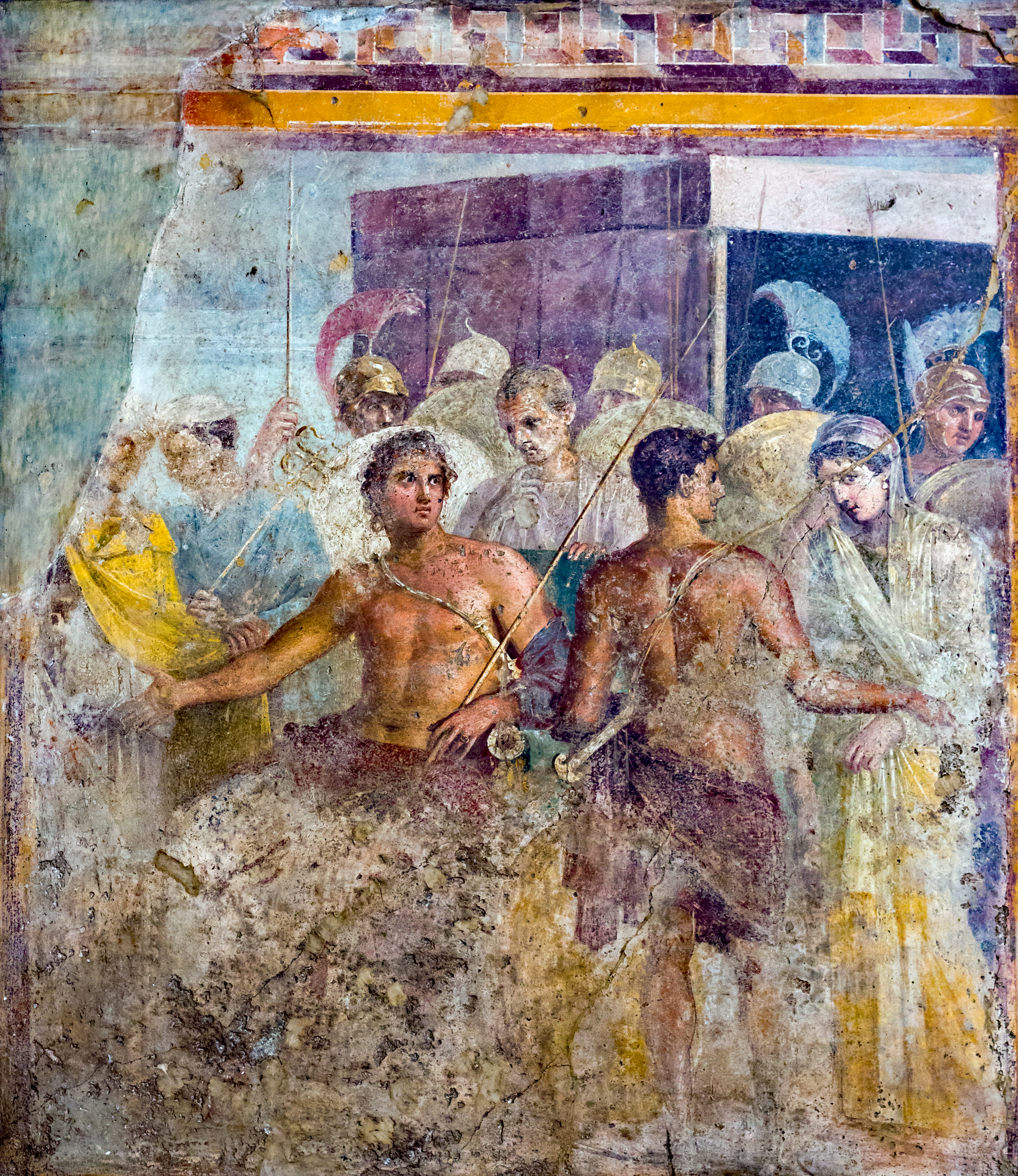
阿基里斯把布里塞伊斯交给阿伽门农，现藏于那不勒斯国家考古博物馆。

阿基里斯对阿伽门农夺去他的战利品极为愤怒，当阿基里斯回到战场为帕特罗克洛斯的死复仇，阿伽门农把布里塞伊斯还给了他，并发誓称他没有和她發生过關係。
当奥德修斯，阿贾克斯和菲尼克斯访问阿基里斯讨论有关她的回归时，阿基里斯称她为他的妻子，他称他非常爱她。并以墨涅拉俄斯拐走海伦抱怨从他身边夺走他的妻子是不公正的。
这种浪漫关系和19章和布里塞伊斯所说的形成了鲜明的对比，她哀悼帕特罗克洛斯的死，她想知道如果没有他的协助将会发生什么，她说帕特罗克洛斯答应她，会使阿基里斯使她成为他的合法妻子，而不是奴隶。在19章，阿基里斯向希腊士兵发表了激动人心的演讲，他公开宣布他会抛开他和阿伽门农的不和返回战场。在演讲中他说他希望布里塞伊斯已经死了，哀叹她介入他和阿伽门农之间。
她一直和阿基里斯在一起直到他死去，这使她陷入了巨大的悲痛。她马上承担起为他的来世做准备。在他死后，布里塞伊斯被交给了他的战友。

## 变体
在中世纪文学中，布里塞伊斯成了布里塞达（Briseida），或是克莱西达（Cressida）。她是卡尔查斯（Calchas）的女儿。她和特洛伊罗斯相爱，但后来又爱上狄俄墨德斯，被视为是不忠的原型。

## 流行文化
- 2004年电影《特洛伊》